# Eishockey-Oberliga (Österreich) 1995/96
Die Saison 1995/96 der österreichischen Eishockey-Oberliga wurde mit insgesamt zehn Mannschaften ausgetragen und stellte wie auch im Jahr zuvor als Ersatz für die nicht ausgetragene Nationalliga die zweite Spielklasse unterhalb der Bundesliga dar. Titelverteidiger war der DSG Rotschitzen, der ab dieser Saison unter dem Namen DEK Klagenfurt an der Meisterschaft teilnahm und seinen Titel nicht erfolgreich verteidigte. Neuer Meister wurde der EC Kitzbühel, der jedoch mangels einer geeigneten Spielstätte von seinem Recht zum Aufstieg in die Bundesliga keinen Gebrauch machte.

## Teilnehmer und Modus
Das Teilnehmerfeld blieb im Vergleich zur Vorsaison im Wesentlichen unverändert. Lediglich die beiden Vorjahresletzten ATSV Steyr und SK Zirl hatten sich aus der Liga zurückgezogen und Meister DSG Rotschitzen spielte nun unter dem Namen DEK Klagenfurt. Neu hinzugekommen war der 1994 gegründete HC Innsbruck, womit insgesamt zehn Teams an der Meisterschaft teilnahmen.
Die Vereine spielten zunächst in zwei Gruppen zu je fünf Mannschaften aufgeteilt eine doppelten Hin- und Rückrunde. Die vier jeweils besten Teams qualifizierten sich für die Playoffs. Alle Playoff-Serien wurden im Best-of-three-Modus ausgetragen.

## Grunddurchgang

### Tabelle Gruppe Ost
| Pl. | Team            | Sp | S  | U | N  | Tore  | Pkt |
| --- | --------------- | -- | -- | - | -- | ----- | --- |
| 1   | EHC Fischerbräu | 16 | 10 | 1 | 5  | 75:52 | 21  |
| 2   | UEC Mödling     | 16 | 10 | 1 | 5  | 69:63 | 21  |
| 3   | EHC Donaustadt  | 16 | 8  | 1 | 7  | 54:60 | 17  |
| 4   | DEK Klagenfurt  | 16 | 5  | 2 | 9  | 69:80 | 12  |
| 5   | EHC Linz        | 16 | 4  | 1 | 11 | 50:62 | 9   |

### Tabelle Gruppe West
| Platz | Team         | GP | W  | T | L  | GF:GA   | Punkte |
| ----- | ------------ | -- | -- | - | -- | ------- | ------ |
| 1     | EC Kitzbühel | 16 | 12 | 1 | 3  | 133:710 | 25     |
| 2     | SV Silz      | 16 | 12 | 0 | 4  | 116:680 | 24     |
| 3     | EHC Wattens  | 16 | 7  | 1 | 8  | 76:92   | 15     |
| 4     | HC Innsbruck | 16 | 6  | 2 | 8  | 81:90   | 14     |
| 5     | SC Kufstein  | 16 | 0  | 0 | 16 | 043:138 | 0      |

## Playoffs

### Viertelfinale
| Serie                                    | Stand | Spiel 1 | Spiel 2 | Spiel 3 |
| ---------------------------------------- | ----- | ------- | ------- | ------- |
| EHC Fischerbräu (O1) – HC Innsbruck (W4) | 2:1   | 5:2     | 4:7     | 12:5    |
| EC Kitzbühel (W1) – DEK Klagenfurt (O4)  | 2:1   | 4:2     | 4:6     | 6:4     |
| UEC Mödling (O2) – EHC Wattens (W3)      | 2:0   | 10:3    | 8:3     |         |
| SV Silz (W2) – EHC Donaustadt (O3)       | 2:1   | 11:5    | 5:7     | 5:2     |

### Halbfinale
| Serie                                | Stand | Spiel 1 | Spiel 2 | Spiel 3 |
| ------------------------------------ | ----- | ------- | ------- | ------- |
| EHC Fischerbräu (O1) – SV Silz (W2)  | 2:0   | 7:5     | 7:2     |         |
| UEC Mödling (O2) – EC Kitzbühel (W1) | 1:2   | 7:5     | 5:7     | 3:8     |

### Finale
| Serie                                    | Stand | Spiel 1 | Spiel 2 | Spiel 3 |
| ---------------------------------------- | ----- | ------- | ------- | ------- |
| EC Kitzbühel (W1) – EHC Fischerbräu (O1) | 2:0   | 2:1     | 12:8    |         |

## Auf- und Abstieg
Der EC Kitzbühel errang die Oberliga-Meisterschaft, konnte aber mangels einer geeigneten Eishalle nicht in die Bundesliga aufsteigen. Der UEC Mödling und der SC Kufstein zogen sich aus finanziellen Gründen aus der Oberliga zurück. Neu hinzu kamen dafür der EHC Lustenau und der EV Zeltweg, die sich aus der Bundesliga zurückgezogen hatten, außerdem der EK Zell am See und der UEHV Gmunden nach einjähriger Pause im bundesweiten Meisterschaftsbetrieb sowie der SC Hohenems und der UEC Eisenstadt.
Die zweithöchste Spielklasse wurde daraufhin wieder als Nationalliga geführt, allerdings weiterhin in zwei regionalen Gruppen.